# Парадокс Леонтьева
Парадокс Леонтьева (англ. Leontief's paradox) — наблюдение, опровергнувшее теорию Хекшера — Олина при анализе внешней торговли США за 1947 год. Леонтьев предположил, что доля капиталоёмких товаров в экспорте будет расти, а трудоёмких — сокращаться. В действительности же при анализе торгового баланса США доля трудоёмких товаров не сокращалась, наоборот, с 1947 года она растёт опережающими темпами. В этом суть парадокса.
Разрешение парадокса Леонтьева состоит в том, что корректное исследование требует не двухфакторной, а многофакторной модели внешней торговли. Трудоёмкость товаров, импортируемых США, довольно велика, но цена труда в стоимости товара значительно ниже, чем в экспортных поставках США. Капиталоёмкость труда в США значительная, вместе с высокой производительностью труда это приводит к существенному влиянию цены труда в экспортных поставках. Связано это с ростом доли услуг, цены труда и структуры экономики США (по данным Министерства труда США, на февраль 2007 года в промышленном секторе занято 22,5 млн человек из 137,4 млн занятых в несельскохозяйственном секторе). Это приводит к росту трудоёмкости всей американской экономики, не исключая и экспорта.
Большая часть импорта США потребительская, об этом говорит и высокий дефицит (более 130 млрд долларов в 2006) в торговле с Китаем и странами Азиатско-Тихоокеанского региона. Общий импорт в США составил в 2006 году 2,831 трлн долларов, при этом более 2,5 трлн приходится на товарно-сырьевой импорт. Цены товарного импорта в среднем (за исключением сырья) увеличиваются медленнее роста внутренних цен США (в феврале 2007 года внутренние цены выросли на 0,4 %, цены несырьевого импорта снизились на 0,1 %), что обусловлено высоким потенциалом трудовых рынков стран поставщиков. Такая ситуация приводит к росту капиталоёмкости американской промышленности и снижению инфляции. До 1971 года (года отмены привязки доллара к золоту) масштабный импорт в США был связан с оттоком золота из резервов ФРС (страны-импортёры меняли доллары на золото), это приводило к росту инфляции и тормозило развитие экономики США из-за высокой стоимости кредита, и за счёт необходимости производства многих товаров на территории США с высокой занятостью местной рабочей силы и низкой капиталоёмкостью продукции. Принятие ямайской валютной системы в 1976 году при которой доллары больше не обеспечивались реальным золотом, а лишь гарантировались законом, позволила США комфортно наращивать дефицит торгового баланса (с 1975 года шёл нарастающий дефицит — с 9 миллиардов в 1976 году до 835 миллиардов долларов в 2006 году) без инфляции и с высоким ростом благосостояния населения (за счёт низкой стоимости потребительских товаров относительно цены труда в США).